# Payne Whitney House
La Payne Whitney House est un hôtel particulier de New York construit dans le style néo-Renaissance entre 1902 et 1906 par l'architecte Stanford White. 

## Situation et accès
Il se situe au no 972 de la Cinquième avenue, dans l'arrondissement de Manhattan, le long de Central Park, entre la 78e rue et la 79e rue. Il abrite actuellement les services culturels de l’ambassade de France.

## Historique
En 1902, le richissime homme d’affaires Oliver Hazard Payne fait construire la Payne Whitney House pour son neveu, William Payne Whitney, à l’occasion du mariage de celui-ci avec Helen Hay Whitney. L'architecte est Stanford White.
Cinquante ans plus tard, le gouvernement français fait l’acquisition des lieux pour y installer les services culturels de son ambassade.
En 1970, le bâtiment est inscrit sur la liste des sites historiques de la ville de New York.
En 2014, une librairie y ouvre ses portes.

## La librairie Albertine

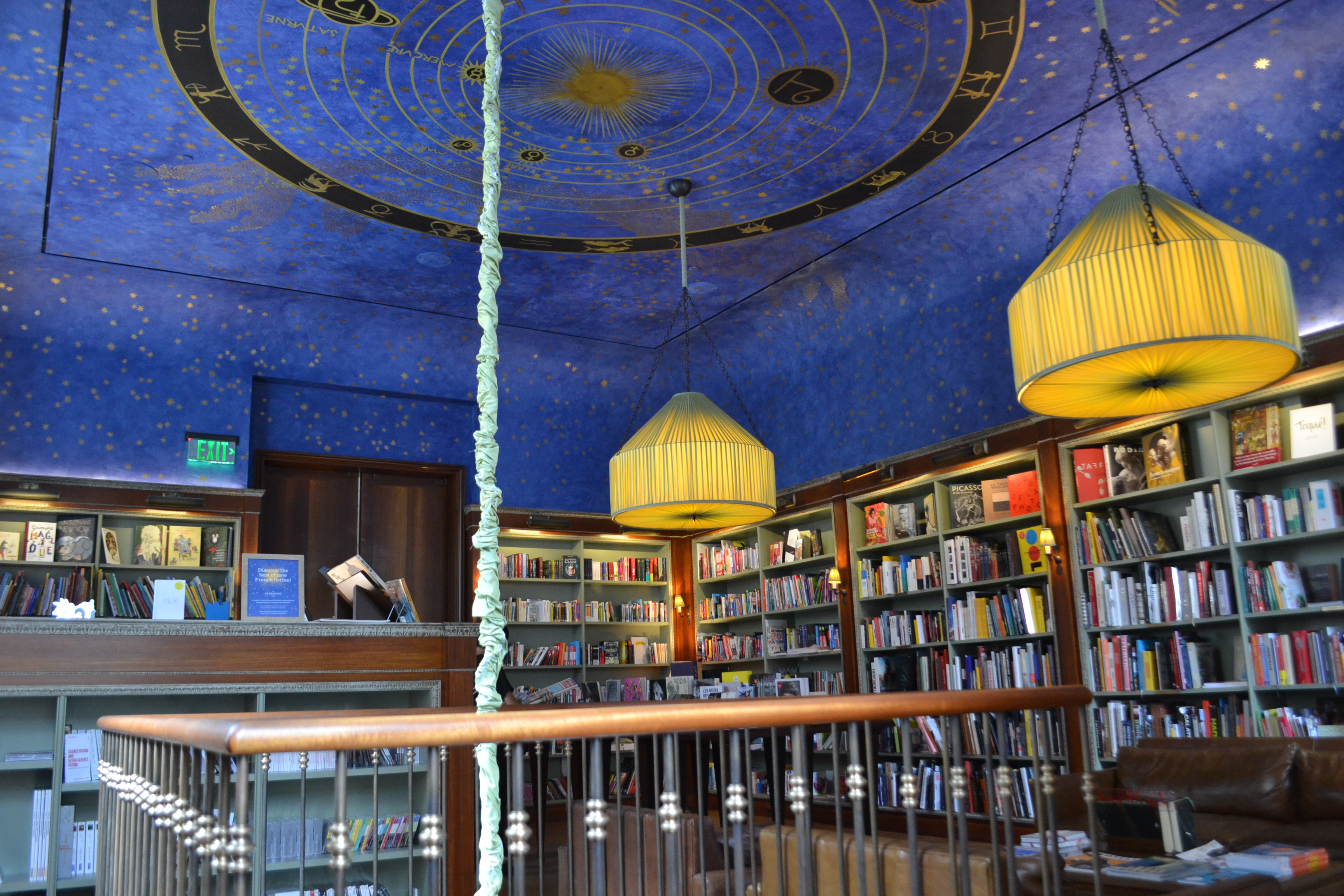
La librairie Albertine en 2017.

La Payne Whitney House héberge la seule librairie française de New York : la librairie Albertine est inaugurée par le ministre des Affaires étrangères Laurent Fabius le 27 septembre 2014 dans un espace aménagé par le décorateur Jacques Garcia. Elle propose au lecteur plus de 14 000 titres et offre à la fois les services d'une librairie et d'une salle de lecture.